# Milles Reingoud
Milles Reingoud (18 september 1974) is een voormalig Nederlands voetballer die van 1994 tot 1997 uitkwam voor FC Zwolle.

## Statistieken
| Seizoen | Club      | Land      | Competitie     | Wed. | Goals |
| ------- | --------- | --------- | -------------- | ---- | ----- |
| 1994/95 | FC Zwolle | Nederland | Eerste divisie | 27   | 3     |
| 1995/96 | FC Zwolle | Nederland | Eerste divisie | 24   | 4     |
| 1996/97 | FC Zwolle | Nederland | Eerste divisie | 11   | 1     |
| Totaal  | Totaal    | Totaal    | Totaal         | 62   | 8     |